# Famille Roberts-Jones
La famille Roberts-Jones, est une famille contemporaine de la noblesse belge d'origine anglaise.
À cette famille appartiennent :
- Adolphe Roberts-Jones, peintre animalier.
- Robert Roberts-Jones, avocat et grand-résistant.
- Philippe Roberts-Jones, poète et conservateur en chef des Musées royaux des Beaux-Arts de Belgique.